# Abundisporus quercicola
Abundisporus quercicola là một loài nấm mọc trên cây sồi ở rừng ôn đới ở chân núi Himalaya (CHND Trung Hoa). Cây nấm rộng 7 cm và dày 5 cm.